# Folke Edgren
Folke Edgren, född 1910, död 1995, var en svensk civilingenjör (Chalmers Tekniska Högskola) och företagsledare. Edgren var hälftenägare (med sin bror Gösta Edgren) och VD för AB Kalmar Chokladfabrik (sedermera Nordchoklad AB) från 1944–1954 som bröderna tog över efter sin far generalkonsul Anton Edgren. 1948 såldes familjeföretaget till KF men Edgren kvarstod som VD till 1954. Edgren var också styrelseordförande för Sveriges Choklad och Konfektyrföreningar (1938–1948) och vicekonsul för Polen.
Folke Edgren var farfar till Pontus Edgren.

## Utmärkelser
- Riddare av Vasaorden
- Riddare av Finlands Lejons Orden 1 klass
- Officer av polska Orden Polonia Restituta
- Riddare av Franska Hederslegionen